# 乌昌路街道
乌昌路街道，是中华人民共和国新疆维吾尔自治区乌鲁木齐市头屯河区下辖的一个乡镇级行政单位。

## 行政区划
乌昌路街道下辖以下地区：
永红社区、孝感路社区、楼兰社区和沙坪社区。